# 科学精神
科学精神（scientific spirit）是指由科学性质所决定并贯穿于科学活动之中的基本的精神状态和思维方式，是体现在科学知识中的思想或理念。
对于科学精神向来有各种不同的理解。一般认为追求认识的真理性，坚持认识的客观性和辩证性，是科学精神的首要特征。科学精神包括求实精神、创新精神、怀疑精神、宽容精神等几个方面。其中最主要的是求实与创新。
按照近代著名学者梁启超的演讲，“有系统之真知识，叫做科学，可以教人求得有系统之真知识的方法，叫做科学精神。”

## 引用
1. ↑  https://www.termonline.cn/word/127748/1#s1
2. ↑  梁啟超. . www.millionbook.net.   [2019-04-26]. （原始内容存档于2012-12-12）.